# Japan Atomic Power Company
Japan Atomic Power Company è un'azienda giapponese, attiva nel settore della produzione di energia elettrica tramite impianti nucleari.

## Assetto
La compagnia possiede e gestisce due impianti di produzione di energia nucleare:
- Centrale nucleare di Tōkai: operante dal 1966
- Centrale nucleare di Tsuruga: operante dal 1970; sono previsti lavori di ristrutturazione e ampliamento.

La compagnia è posseduta dalle più grandi compagnie elettriche del Giappone, in particolare la proprietà è frazionata come segue:
- TEPCO (28,23%)
- Kansai Electric Power (18,54%)
- Chubu Electric Power (15,12%)
- Hokuriku Electric Power Company (13,05%)
- Tohoku Electric Power (6,12%)
- J-Power (5,37%)